# Josef Brüch
Josef Brüch (* 1. August 1886 in Theussau, tschechisch: Tisová, Ortsteil von Březová u Sokolova; † 27. März 1962 in Wien) war ein österreichischer Romanist und Sprachwissenschaftler.

## Leben und Werk
Josef Brüch studierte Germanistik und Romanistik an der deutschen Universität in Prag sowie an den Universitäten Leipzig und Wien. Er promovierte 1911 in Prag mit Zur Sprache der Rede vom Glauben des Armen Hartmann (Prag 1910, Nachdruck Hildesheim 1974) und habilitierte sich 1913 bei Jan Urban Jarník mit Der Einfluss der germanischen Sprachen auf das Vulgärlatein (Heidelberg 1913). 1915 bis 1923 lehrte er als Privatdozent an der Universität Wien. 1923 wurde er als Professor für romanische Philologie an die Universität Riga berufen, 1926 als Nachfolger von Ernst Gamillscheg an die Universität Innsbruck, zuerst als außerordentlicher, ab 1929 als ordentlicher Professor (1933 bis 1934 Dekan). Er beantragte am 20. März 1939 die Aufnahme in die NSDAP und wurde rückwirkend zum 1. Mai 1938 aufgenommen (Mitgliedsnummer 6.380.456). 1950 wechselte er an die Universität Wien, wurde 1956 in die dortige Akademie der Wissenschaften gewählt und 1957 emeritiert.

## Weitere Werke
- Die Anglomanie in Frankreich. Reihe: „Frankreich. Sein Weltbild und Europa. Volkstum und Sprache. Gemeinschaftsarbeit der deutschen Romanistik.“ Hg. Fritz Neubert. Kohlhammer, Stuttgart 1941 (ein NS-höriges Reihenwerk, mit dem Ziel, Franzosen gegen England aufzubringen)
- Vulgärlat. peltrum „Zinn“. Wien 1959
- Die Sippe des französischen feutre „Filz“, Graz 1960